# NGC 7052
NGC 7052 est une galaxie elliptique située dans la constellation du Petit Renard. Sa vitesse par rapport au fond diffus cosmologique est de 4 362 ± 23 km/s, ce qui correspond à une distance de Hubble de 64,3 ± 4,5 Mpc (∼210 millions d'al). NGC 7052 a été découverte par l'astronome germano-britannique William Herschel en 1784.

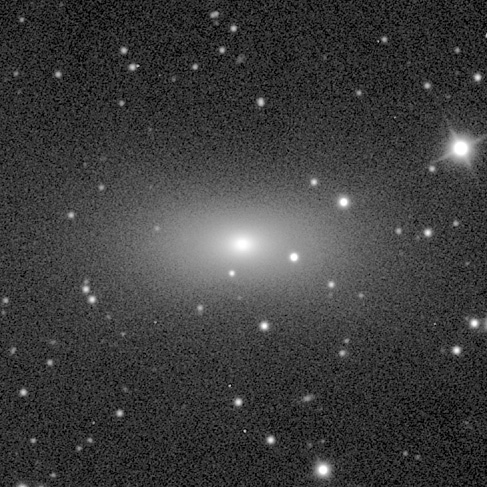
NGC 7052 par le télescope spatial Hubble

NGC 7052 présente une large raie HI. Elle présente également un jet d'ondes radio et c'est est une radiogalaxie à spectre continu (« Flat-Spectrum Radio Source »).
À ce jour, seule une mesure non basée sur le décalage vers le rouge (redshift) donne une distance d'environ 46,400 Mpc (∼151 millions d'al), ce qui est à l'extérieur des valeurs de la distance de Hubble. Notons que c'est avec la valeur moyenne des mesures indépendantes, lorsqu'elles existent, que la base de données NASA/IPAC calcule le diamètre d'une galaxie et qu'en conséquence le diamètre de NGC 7052 pourrait être d'environ 50,4 kpc (∼164 000 al) si on utilisait la distance de Hubble pour le calculer.

## Un disque entourant le noyau
La région centrale de NGC 7052 est entourée d'un disque de matière, essentiellement de gaz et de poussières, d'un diamètre d'environ 3 700 années-lumière et d'une épaisseur moyenne d'environ 176 pc (∼574 al),. Sa masse est estimée à 2.5x106 masses solaires. La vitesse de rotation des gaz présents dans le disque est estimée dans les alentours de 250 km/s, entrainés par un trou noir supermassif trônant au centre du disque. La masse du trou noir supermassif est quant à elle estimée à 300 millions de masses solaires.
Le disque de matière de NGC 7052 pourrait être le vestige d'une ancienne collision de galaxies. Celui-ci devrait finir par complètement se résorber d'ici quelques milliards d'années, englouti par le trou noir.

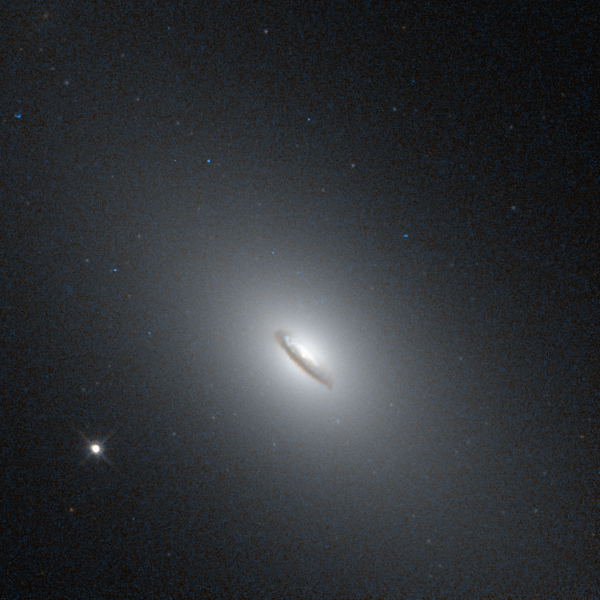
NGC 7052 par le télescope spatial Hubble. On distingue bien le disque poussiéreux au centre de la galaxie.

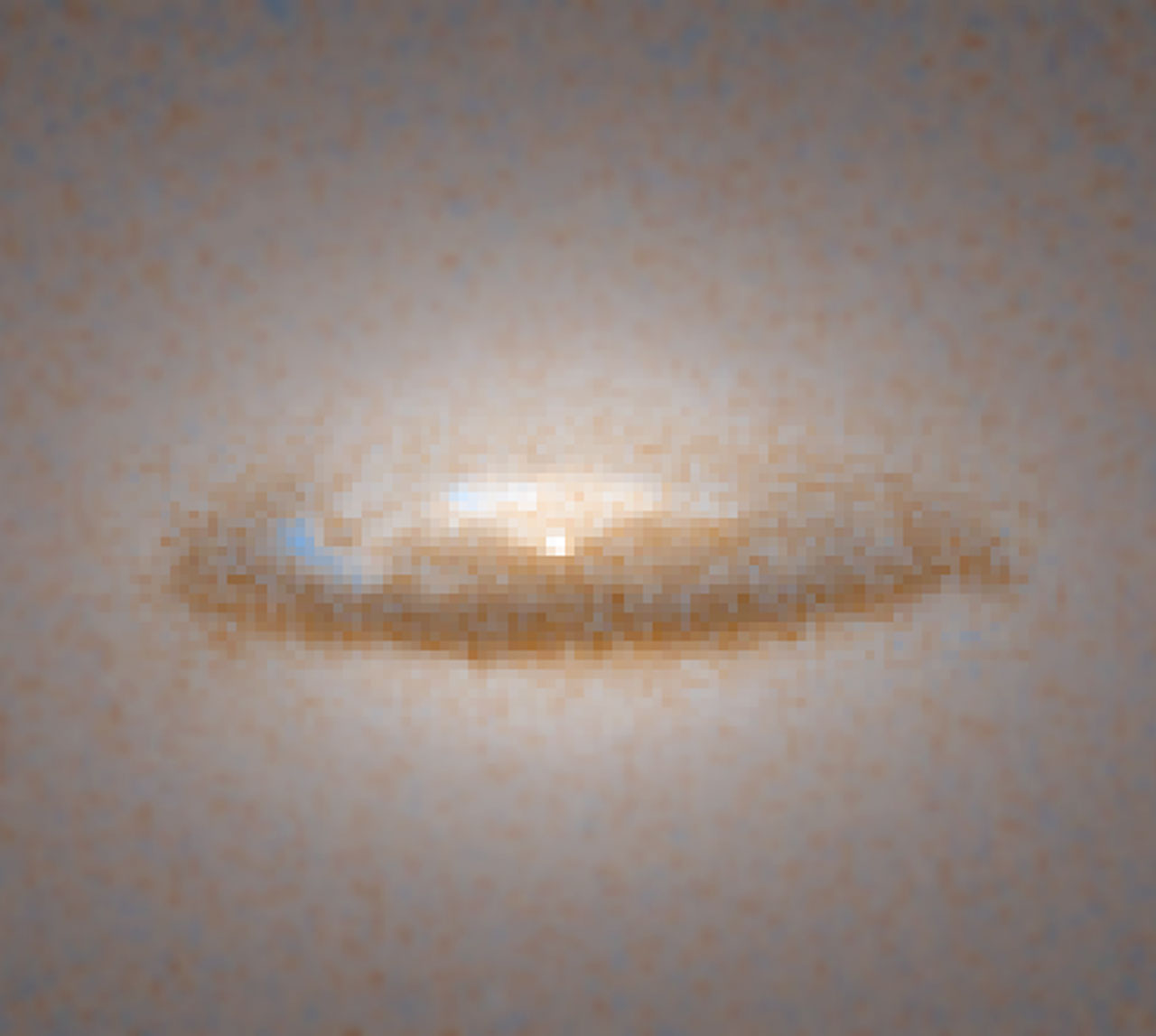
Zoom sur le disque.

## Trou noir supermassif
Selon une étude publiée en 2009 et basée sur la vitesse interne de la galaxie mesurée par le télescope spatial Hubble, la masse du trou noir supermassif au centre de NGC 7052 serait comprise entre 310 millions et 1,2 milliard de {\displaystyle M_{\odot }}.
Selon une autre étude réalisée auprès de 76 galaxies par Alister Graham en 2008, le bulbe central de NGC 7052 renferme un trou noir supermassif dont la masse est estimée à 3,7+2,0
−1,5 x 108 {\displaystyle M_{\odot }}.